# Тарманы
Тарманы — упразднённый посёлок находившаяся в подчинении Ленинского административного округа городского округа город Тюмень Тюменской области. В 2013 году включен в состав города и исключен из учётных данных.

## География
Расположен между трассой Р404 «Тобольский тракт» и улицей Тимофея Чаркова.

## История
Возник в 1963 году в связи с организацией торфопредприятия Тарманское-Центральное.

## Население
| 1979 | 1989  | 2002  | 2010 |
| ---- | ----- | ----- | ---- |
| 5368 | ↗5570 | ↘5515 | ↘39  |

Национальный состав
Согласно результатам переписи 2002 года, в национальной структуре населения русские составляли 82 %